# سنگ‌شکن نظرکایظمی
سنگ شکن نظر کایظمی یک منطقهٔ مسکونی در ایران است که در دهستان حومه (لارستان) واقع شده‌است.